# Werner Erhard
Werner Hans Erhard, né Jean-Paul Rosenberg le 5 septembre 1935 à Philadelphie (Pennsylvanie), est un écrivain américain spécialisée dans le développement personnel, auteur de modèles de transformation appliqués aux individus, aux groupes et aux organisations. Il a notamment donné des conférences aux universités de Harvard, de Yale, de Californie du Sud, de Rochester, de Rotterdam et d'Oxford.

## Biographie
Jean-Paul Rosenberg est vendeur de voitures à Philadelphie. Il est marié avec quatre enfants. En 1960, il quitte tout pour refaire sa vie en Californie. Durant le vol qui le mène sur la côte ouest, il crée son nouveau nom, Werner Erhard, inspiré par une copie du magazine Esquire qui parlait de Ludwig Erhard et Werner Heisenberg.
À partir de 1971, il anime les programmes motivationnels Erhard Seminars Training (EST). De 1971 à 1976, 83 000 personnes ont suivi ce programme. Le programme est brutal et certains participants portent parfois plainte. En 1977, il lance The Hunger Project avec le chanteur John Denver. En 1979, il rencontre Fernando Flores. Ils développent ensemble des ateliers de développement personnel. Quand Flores lance sa société Action Technologies, Erhard en est actionnaire à 20%. En 1985, EST devient Forum. EST fait alors l'objet d'un redressement fiscal, et Erhard traverse un divorce.
Au début des années 1990, il fait l'objet d'accusations de fraude fiscale fortement médiatisées, dont un reportage de l'émission 60 Minutes qui comprenait également des accusations d'abus sexuels sur mineurs. Il revend rapidement Forum et se réfugie au Japon. Selon lui, ces accusation sont fausses, le fruit d'une campagne de dénigrement opérée par l'église de scientologie qui n'apprécie pas la concurrence de Forum. Un article de 1991 du Los Angeles Times avait mis en évidence les manœuvres orchestrées par L. Ron Hubbard pour dénigrer Erhard dans les médias. Il remporte également son procès contre l'IRS qui l'avait publiquement accusé à tort d'évasion fiscale. La mineure qui l'avait accusé d'abus sexuel (la fille de sa deuxième femme) a reconnu avoir menti en échange d'une avance sur un livre qu'elle écrivait.
Forum devient Landmark Forum, une entreprise dirigée par son frère Harry Rosenberg. Erhard continue d'y développer des programmes motivationnels, et son frère reconnaît que tous les contenus de Landmark sont basés sur les idées et méthodologies d'Erhard. Un économiste d'Harvard, Michael Jensen, découvre Landmark et implante ces programmes dans le milieu académique. Werner Erhard enseigne lors du premier cycle de ce programme qui se déroule à l'université de Rochester.
Selon la journaliste Lucy Kellaway du Financial Times, les idées d'Erhard ont influencé tous les auteurs de programmes de formation et de Self-Help Books. Elle le crédite pour avoir créé la phrase de mise en confiance "Thank you for sharing". Dans son livre Sham: How the Self-Help Movement Made America Helpless, Steve Salerno critique l'influence du positivisme individuel exacerbé de la méthode Erhard sur la culture américaine.
Dans son approche, Erhard critique par exemple le paradigme d'Aristote qui établit l'intégrité comme provenant d'une dynamique intérieure, alors que lui la place comme holistique dans l'environnement des hommes. Il s'attribue le statut de héros qu'il entend comme un homme ordinaire qui est parvenu à transformer des millions d'autres. Il prétend que les paramilitaires nord-irlandais ont accepté la paix une fois qu'ils eurent compris la logique de son approche, et qu'il aurait conseillé plusieurs membres du nouveau gouvernement russe de 1993.
Il est père de sept enfants.